# Дойч, Ховард
Хо́вард Дойч (англ. Howard Deutch; 14 сентября 1950, Нью-Йорк, Нью-Йорк, США) — американский кинорежиссёр и продюсер, снимающий фильмы и телесериалы. Прославился после того, как снял несколько фильмов в сотрудничестве со сценаристом Джоном Хьюзом.

## Жизнь и карьера
Ховард Дойч родился в Нью-Йорке, штат Нью-Йорк. Его родители Памела (урождённая Волковиц) и Мюррей Дойч, музыкальный продюсер и издатель. Его дядя — актёр Роберт Уолден (брат его матери). Дойч воспитывался в еврейской семье.
Ховард Дойч окончил Среднюю школу Джорджа У. Хьюлетта, а затем учился в Университете штата Огайо.
Начал свою карьеру в рекламном отделе United Artists Records, в которой его отец был президентом компании. Дойч снимал музыкальные клипы для таких исполнителей, как Билли Айдол («Flesh for Fantasy») и Билли Джоэл («Keeping the Faith»).
Полнометражным режиссёрским дебютом Дойча был фильм «Девушка в розовом», автором сценария и продюсером которого был Джон Хьюз. Его следующие две режиссёрские работы были также созданы с участием Джона Хьюза («Нечто замечательное» и «На лоне природы»).

## Личная жизнь
Дойч встретил свою жену, актрису Лиа Томпсон, во время съёмок фильма «Нечто замечательное»; она также участвовала в съёмках фильма «Статья 99», его первой полнометражной работе без участия Хьюза. У пары есть две дочери, Мэделин (род. 1991) и Зои (род. 1994), обе актрисы.

## Фильмография

### Режиссёр
- 1986 — Девушка в розовом / Pretty in Pink
- 1987 — Нечто замечательное / Some Kind of Wonderful
- 1988 — На лоне природы / The Great Outdoors
- 1989 — 1995 — Байки из склепа (телесериал) / Tales from the Crypt
- 1992 — Статья 99 / Article 99
- 1992 — 1999 — Мелроуз-Плейс (телесериал) / Melrose Place
- 1994 — Наравне с отцом / Getting Even with Dad
- 1995 — 1999 — Каролина в Нью-Йорке (телесериал) / Caroline in the City
- 1995 — Старые ворчуны разбушевались / Grumpier Old Men
- 1999 — Странная парочка 2 / The Odd Couple II
- 2000 — Дублёры / The Replacements
- 2002 — Глисон / Gleason
- 2004 — Девять ярдов 2 / The Whole Ten Yards
- 2004 — 2013 — C.S.I.: Место преступления Нью-Йорк (телесериал) / CSI: NY
- 2006 — 2011 — Большая любовь (телесериал) / Big Love
- 2008 — 2014 — Настоящая кровь (телесериал) / True Blood
- 2008 — Девушка моего лучшего друга / My Best Friend’s Girl
- 2009 — 2011 — Жеребец (телесериал) / Hung
- 2009 — 2014 — Хранилище 13 (телесериал) / Warehouse 13
- 2010 — 2011 — Жизнь непредсказуема (телесериал) / Life Unexpected
- 2011 — 2012 — Закон Хэрри (телесериал) / Harry’s Law
- 2011 — 2012 — Двойник (телесериал) / Ringer
- 2011 — 2012 — Американская история ужасов (телесериал) / American Horror Story
- 2012 — В стиле Джейн (телесериал) / Jane by Design
- 2012 — Доктор Эмили Оуэнс (телесериал) / Emily Owens M.D.
- 2013 — Старость — не радость (телесериал) / Getting On
- 2014 — Девственница Джейн (телесериал) / Jane the Virgin
- 2015—2016 — C.S.I.: Киберпространство (телесериал) / CSI: Cyber
- 2015 — Хроники Лиззи Борден[англ.] / The Lizzie Borden Chronicles
- 2016—2017 — Изгой (телесериал) / Outcast
- 2017—2019, 2021—2022 — Когти (телесериал) / Claws
- 2017—2018, 2020 — Детство Шелдона (телесериал) / Young Sheldon
- 2022 — Похороненные в Барстоу / Buried in Barstow
- 2023 — н. в. — Уилл Трент (телесериал) / Will Trent

### Продюсер
- 2008—2014 — Настоящая кровь (телесериал) / True Blood
- 2017 — Год впечатляющего человека[англ.] / The Year of Spectacular Men

## Награды
- Номинация на DGA Award за выдающиеся режиссёрские достижения в кино и телевидении в 2003 году за «Глисон» (2002)[6][7].
- Премия CableACE за съёмку эпизода телесериала «Байки из склепа» под названием «Смертельно верное предсказание»[7].